# سبورتنج نيوز
سبورتنج نيوز هو موقع ويب إخباري رياضي يقع بالولايات المتحدة تملكه مجموعة دازن.

## نبذة
اسست في الأصل عام 1886 كمجلة مطبوعة «ذي سبورتنج نيوز». أصبحت المطبوعة الأمريكية المهيمنة في تغطية أخبار البيسبول، واكتسبت لقب «ذي بايبل اوف بيسبول»،  ونشرت مجلة سبورتنج نيوز آخر مطبوعاتها في ديسمبر 2012، وتحولت إلى مجلة رقمية وحسب.

## التاريخ

### التاريخ المبكر
في 17 مارس 1868: نشرت مجلة ذي سبورتنج نيوز (TSN)، التي تأسست في سانت لويس من قبل ألفريد إتش سبينك مدير فريق سانت لويس براونز للبيسبول،  نسختها الأولى. وباعت الصحيفة الأسبوعية بخمسة سنتات، وكان للبيسبول وسباق الخيل والمصارعة المحترفة القدر الأكبر من التغطية في عددها الأول. وفي الوقت نفسه، اتخذت صحيفتي ذي سبورتنج ويكلي كليبر وسبورتنج لايف من نيويورك وفيلادلفيا مقر لها. ولكن بحلول الحرب العالمية الأولى، كانت ذي سبورتنج نيوز هي صحيفة البيسبول الوطنية الوحيدة.
في عام 1901: بدأ الدوري الأمريكي - منافس آخر لرابطة لبيسبول الوطنية - باللعب. كانت مجلة ذي سبورتنج نيوز من المؤيدين الأقوياء للدوري الجديد ومؤسسه: بان جونسون، حيث دعا كليهما إلى تنظيف الرياضة وتخليصها من بيع الخمور والمقامرة والاعتداء على الحكام.
في عام 1903: ساعد محرر مجلة ذي سبورتنج نيوز آرثر فلانر في صياغة الاتفاقية الوطنية، وهي اتفاقية ادت إلى هدنة بين الدوري الأمريكي والدوري الوطني، وساعدت في إنشاء بطولة العالم الحديثة.
في عام 1904: بدأ مصور من مدينة نيويورك يدعى تشارلز كونلون في التقاط صور لاعبي الدوري الكبار وهم يعبرون عبر ملاعب البيسبول الثلاثة في المدينة وهي: بولو غراوندز واستاد يانكي وإيبتس فيلد. وأصبحت صوره التي نشرت مجلة ذي سبورتنج نيوز المثير منها رمزًا لتراث عزيز في ماضي البيسبول.
في عام 1936: اختارت مجلة ذي سبورتنج نيوز تسليم جائزة أفضل لاعب في الدوريات الرياضية الكبرى لكارل هوبيل من فريق نيويورك جاينتس. وتعد أقدم وأعرق جائزة تُمنح للاعب من دوري البيسبول الرئيسي، اذ امتلك أفضل موسم آنذاك، وإلى يومنا هذا لا يزال لاعبي دوري البيسبول الرئيسي يصوتوا للجائزة
في عام 1942: قررت مجلة ذي سبورتنج نيوز تغطية موسم كرة القدم بعد عقود من تغطية البيسبول.
في عام 1946: وسعت مجلة ذي سبورتنج نيوز تغطيتها لكرة القدم من خلال منشور من ثماني صفحات بعنوان ذي كورترباك، واعادة تسمية علامة التبويب فيما بعد باسم الأخبار الرياضية وإضافة تغطية للرياضات الأخرى، بما في ذلك كرة السلة والهوكي للمحترفين والجامعيين.
في عام 1962: توفى ج.ج تايلور سبينك، وتولى ابنه سي.سي جونسون سبينك النشر في عام 1962، بعد وفاة سبينك أسست رابطة كتاب البيسبول الأمريكية (BBWAA) جائزة ج.ج تايلور سبينك كأعلى جائزة تُمنح لأعضائها وكان سبينك أول من منح الجائزة.
في عام 1967: نشرت مجلة ذي سبورتنج نيوز أول صورة ملونة، وكانت صورة غلاف لنجم الأوريولز فرانك روبنسون.
في عام 1977: قامت عائلة سبيك ببيع مجلة ذي سبورتنج نيوز لـتايمز ميرور عام 1977.
في عام 1981: باع سي.سي جونسون سبينك مجلة ذي سبورتنج نيوز لشركة تريبيون.
في عام 1991: انتقلت مجلة ذي سبورتنج نيوز إلى مجلة رياضية لماعة كاملة الألوان.
في عام 1996: ظهرت مجلة ذي سبورتنج نيوز على الإنترنت، وأصبحت مزود محتوى رياضي لـ AOL (شركة أمريكية عالمية)، وأطلقت موقع sportingnews.com في العام التالي.
في عام 2000: : باعت شركة تريبيون مجلة ذي سبورتنج نيوز لشركة فولكان أي ان سي برئاسة الملياردير التكنولوجي بول ألين. وفي العام التالي، استحوذت الشركة على شبكة راديو «ون اون ون سبورت» وأعادت تسميتها إلى «سبورتنج نيوز راديو».
في عام 2002: أسقطت المجلة أداة التعريف من اسمها «ذي» وأصبحت مجرد «سبورتنج نيوز»(SN). تعكس الأغلفة اللاحقة التغيير.
في عام 2006: باعت شركة فولكان مجلة سبورتنج نيوز إلى أدفانس ميديا، والتي وضعت منشراتها تحت إشراف مجلات أمريكان سيتي بيزنس (ACBJ).
في عام 2007: بدأت مجلة سبورتنج نيوز انتقالها من سانت لويس، حيث كان مقرها منذ تأسيسها إلى المقر الرئيسي لأمريكان سيتي بيزنس في شارلوت، نورث كارولاينا. وترك الناشرين سانت لويس للأبد في عام 2008، وأصبحت نشرة نصف شهرية.

### الانتقال إلى النشر الرقمي
في عام 2011، أعلنت مجلة سبورتنج نيوز عن صفقة لتولي السيطرة التحريرية على موقع فان هاوس الرياضي الخاص بشركة الرياضية AOL . وفي ديسمبر 2012، ونشرت سبورتنج نيوز عددها الأخير كمنشور مطبوع بعد 126 عامًا، وتحولت إلى النشر الرقمي وحسب.
في شهر مارس التالي، ساهمت أمريكان سيتي بيزنس في جعل مجلة سبورتنج نيوز مشروع مشترك مع الأصول الأمريكية لشركة البيانات الرياضية «بير فورم قروب»، والمعروفة باسم «بيرفورم سبورتنج نيوز ليميتد» وممارسة الأعمال التجارية باسم «سبورتنج نيوز ميديا». امتلكت شركة بيرفورم 65٪ من سبورتنج نيوز ميديا، وستنضم سبورتنج نيوز إلى الممتلكات المحلية الأخرى لمجموعة بير فورم، مثل وحدة نشر الفيديو أي بلاير وموقعها الإلكتروني لكرة القدم Goal.com. واستثنت الصفقة وحدة الكتب السنوية لـ سبورتنج نيوز وناسكار الستريت. وبعد تأسيس المشروع تقريبًا، قامت سبورتنج نيوز بنشر 13 كاتبًا، واستحوذت مجموعة بير فورم على ما تبقى من سبورتنج نيوز ميديا في عام 2015.
وأثناء ملكية بير فورم، تحولت سبورتنج نيوز إلى اتجاه تحريري أكثر شبهاً بصحيفة التابلويد.  وأصبح للموقع شعارًا وتصميمًا جديدًا في عام 2016. وبعد استحواذ بير فورم على الحصة المتبقية لأمريكان سيتي بيزنس، وبدأت في مواءمة نفسها على نحو وثيق مع وحدات الشركة الأخرى، بما في ذلك استبدال مقالات أسوشيتد برس بخدمة اومنيسبورت الخاصة ببير فورم للمقالات ومحتوى الفيديو (والتي بدأت في التوسع لتشكل جزءًا كبيرًا من المحتوى الكلي للموقع). وبدأت سبورتنج نيوز في تقديم إصدارات محلية جديدة في أسواق أخرى أيضًا، والتركيز على البلدان التي أطلقت فيها خدمة البث الرياضي «دازن»، وتُستخدم هذه المواقع أيضًا للترويج لخدمة دازن. وأوضح رئيس بير فورم ميدا، خوان ديل جادو محاولة الشركة في الحفاظ على تراث العلامة التجارية لسبورتنج نيوز من خلال الاستمرار في نشر المحتوى الأصلي، ونشر محتوى موجه نحو وسائل التواصل الاجتماعي لجذب المستخدمين الأصغر سنًا.

### التاريخ الحديث
في سبتمبر 2018، قامت مجموعة بير فورم بتدوير ممتلكاتها الاستهلاكية، بما في ذلك سبورتنج نيوز ودازن إلى شركة جديدة تُعرف باسم مجموعة دازن. وتحولت أعمال البيانات الرياضية المتبقية إلى بير فورم كونتينت، وبيعت في عام 2019 لشركة فيستا اكوالتي بارتنر وتم دمجها مع شركة ستاتز LLC.
في صيف عام 2020، استحوذت جامعة لينديدوود في سانت تشارلز بولاية ميسوري على مجموعة أرشيف الأخبار الرياضية من امريكان سيتي بزنس. ووصفت المجموعة بأنها تتكون من أكثر من 10000 كتاب عن البيسبول وكرة القدم والهوكي وكرة السلة واللجنة الوطنية لوكالات التصديق والرياضات الأخرى.
في ديسمبر 2020، أعلنت مجموعة دازن أنها ستبيع سبورتنج نيوز إلى «باكس هولدينجز»، وهو مكتب عائلي بريطاني.

## رياضي العام

### الرجل الرياضي للعام
من عام 1968 إلى عام 2008، اختارت المجلة شخصًا واحدًا أو أكثر ليكون رياضي العام. وفي أربع مناسبات تقاسم الجائزة اثنان من المستفيدين. منحت الجائزة مرتين في عامي 1993 و2000 إلى زوج من الرياضيين من نفس المنظمة. وفي عام 1999، تم تكريم فريق كامل ولم يتم اختيار أي فائز في عام 1987.
في 18 ديسمبر 2007، أعلنت المجلة تكريم توم برادي لاعب الوسط في نيو إنجلاند باتريوتس كالرجل الرياضي للعام 2007، مما جعل برادي أول من تكرر كمتلقي للجائرة. وكرم مارك ماكجواير من سانت لويس كاردينالز مرتين أيضًا، ولكنه تقاسم جائزته الثانية مع سامي سوسا من فريق شيكاغو كابس.
في عام 2009، تم استبدال الجائزة بجائزتين: «أفضل رياضي للعام» و «أفضل رياضي جامعي للعام». ولكن استبدلوا بجائزة «أفضل رياضي في العام» اعتبارًا من عام 2011.
- 1968 - ديني ماكلين، ديترويت تايجرز.
- 1969 - توم سيفر، نيويورك ميتس.
- 1970 - جون وودن، كرة السلة في جامعة كاليفورنيا.
- 1971 - لي تريفينو، لعبة غولف.
- 1972 - تشارلي فينلي، أوكلاند.
- 1973 - أو جي سمبسون، بافلو بيلز.1974 - لو بروك، سانت لويس كاردينالات.
- 1975 - ارشي جريفين، كرة القدم بولاية أوهايو.
- 1976 - لاري أوبراين، مفوض الاتحاد الوطني لكرة السلة.
- 1977 - ستيف كاوثن، سباق الخيل.
- 1978 - رون غيدري، نيويورك يانكيز.
- 1979 - ويلي ستارجيل، بيتسبرغ بايرتس.
- 1980 - جورج بريت، كانساس سيتي رويالز.
- 1981 - واين جريتزكي، ادمونتون أويلرز.
- 1982 - ويتي هرتسوغ، سانت كاردينالز.
- 1983 - بوي كون، مفوض دوري البيسبول الرئيسي.
- 1984 - بيتر أوبيررو، منظم الأولمبياد.
- 1985 - بيت روز، سينسيناتي ريدز.
- 1986 - لاري بيرد، بوسطن سلتكس.
- 1987 - (لا يوجد).
- 1988 - جاكي جوينر كيرسي، دورة الالعاب الاولمبية.
- 1989 - جو مونتانا، سان فرانسيسكو فورتي نينزيرز.
- 1990 - نولان رايان، تكساس رينجرز.
- 1991 - مايكل جوردان، شيكاغو بولز.
- 1992 - مايك كرزيزيسكي، ديوك كرة السلة.
- 1993 - سيتو جاستون وبات جيليك، تورونتو بلو جايز.
- 1994 - ايميت سميث، دالاس كاوبويز.
- 1995 - كال ريبكين، بالتيمور أوريولز.
- 1996 - جو توري، نيويورك يانكيز.
- 1997 - مارك ماكجواير، سانت لويس كاردينالز.
- 1998 - مارك ماكجواير، وسانت لويس كاردينالز، وسامي سوسا، شيكاغو كابس (انظر أيضًا مطاردة الأرقام القياسية في دوري البيسبول عام 1998).
- 1999 - نيويورك يانكيز.
- 2000 - مارشال فولك وكورت وارنر، سانت لويس رامز.
- 2001 - كيرت شيلينغ، أريزونا دياموندباكس.
- 2002 - تيرون ويلينجهام، نوتردام لكرة القدم.
- 2003 - ديك فيرميل، رؤساء مدينة كانساس سيتي، وجاك ماكيون، فلوريدا مارلينز.
- 2004 - توم برادي (لاعب كرة قدم)، نيو إنجلاند باتريوتس.
- 2005 - مات لينارت، جامعة جنوب كاليفورنيا لكرة القدم.
- 2006 - لادينيان توملينسون، سان دييغو تشارجرز.
- 2007 - توم برادي، نيو إنجلاند باتريوتس.
- 2008 - ايلي مانينغ، نيويورك جاينتس.

### أفضل رياضي محترف لهذا العام
- 2009 ماريانو ريفيرا، نيويورك يانكيز.[13]
- 2010 ـ روي هالاداي، فيلادلفيا فيليس.[14]

### أفضل رياضي جامعي للعام
- 2009 - كولت ماكوي، تكساس لكرة القدم.[15]
- 2010 - كايل سينجلر، كرة سلة ديوك للرجال.[16]

### رياضي العام
بدءًا من عام 2011، دمجت الجوائز مرة أخرى في اختيار فردي لرياضي العام .
- 2011 - آرون رودجرز، جرين باي باكرز.
- 2012 - ليبرون جيمس، ميامي هيت.

## جوائز خاصة بالرياضة

### بطولة البيسبول الكبرى
ترعى سبورتنج نيوزجوائزها السنوية الخاصة بالفرق، اللاعب، لاعب رامي، لاعب مبتدئ، لاعب مخلص، لاعب عائد، وكيل أعمال، والمدير التنفيذي للعام. حصل العديد من المعجبين على جوائز البيسبول التي تصدرها الصحيفة ذات مرة بتقدير مساوٍ أو أعلى من جوائز رابطة كتاب البيسبول الأمريكية. قبل عام 2005، واعترف بجائزة «سبورتنج نيوز للاعب عائد» على نحو عام واعتبارها الجائزة الرئيسية من نوعها، حيث لم تقدم MLB مثل هذه الجائزة حتى ذلك العام.
- جائزة ذي سبورتنج نيوز لأفضل لاعب (توقفت في عام 1946).
- جائزة سبورتنج نيوز لأفضل لاعب لهذا العام (جميع المناصب، في MLB)
- جائزة ذي سبورتنج نيوز لأفضل رامي للعام (في كل دوري).
- جائزة سبورتنج نيوز لأفضل لاعب مبتدئ (من عام 1963 حتى عام 2003، كانت هناك فئتان: أفضل لاعب رامي مبتدئ للعام وأفضل لاعب مبتدئ للعام).
- جائزة سبورتنج نيوز للاعب المخلص للعام (توقفت في عام 2011).
- جائزة سبورتنج نيوز لأفضل لاعب عائد للعام.
- جائزة سبورتنج نيوز لأفضل مدرب للعام (في كل دوري (1986 إلى الوقت الحاضر)؛ في MLB (1936-1985)).
- جائزة سبورتنج نيوز لأفضل مدير تنفيي للعام (في MLB).

#### دوري البيسبول للبراعم
- جائزة أفضل لاعب في الدوري الرياضي للبراعم (1936-2007).

### كرة السلة
- جائزة سبورتنج نيوز لأفضل مديري تنفيذي للعام في دوري كرة السلة (1973-2008).
- جائزة سبورتنج نيوزلأفضل لاعب كرة السلة للرجال.
- جائزة سبورتنج نيوز لأفضل مدرب كرة السلة جامعية للرجال.

### اتحاد كرة القدم الأميركي
- جائزة سبورتنج نيوز لأفضل لاعب للعام في اتحاد كرة القدم الأميركي (1954-1969 ومنذ 1980).
  - جائزة سبورتنج نيوز لأفضل لاعب للعام في الاتحاد الآسيوي وفي اتحاد كرة القدم الأميركي (1970-1979).
- جائزة سبورتنج نيوز لأفضل لاعب ناشئ للعام.[18]
- جائزة سبورتنج نيوز لأفضل مدرب للعام في اتحاد كرة القدم الأميركي (منذ 1947).
- جائزة سبورتنج نيوز لفريق المحترفين (منذ 1980).[19]
- جائزة سبورتنج نيوز لمؤتمؤات الاخبار الرياضية (من الخمسينيات حتى 1979). (منحل)

### جوائز كرة القدم الجامعية
- جائزة سبورتنج نيوز للاعب العام لكرة القدم الجامعية (1942).
- جائزة سبورتنج نيوز لفريق أمريكا (1934).
- جائزة سبورتنج نيوز لأفضل مدرب للعام لكرة القدم الجامعية.

أيضًا بين عامي 1975 و 2005، أقامت سبورتنج نيوز استطلاعًا سنويًا واختارت بطلًا وطنيًا للقسم I-A (الآن القسم I FBS). ويعد «محددًا رئيسيًا» في دفاتر السجلات الرسمية للهيئة الوطنية لرياضة الجامعات.

## فريق عمل مميز.
- ثوماس جي. اوسينتون، الرئيس والمدير التنفيذي للعمليات في شركة سبورتنج نيوز للنشر وناشر لمجلة ذي سبورتنج نيوز الأسبوعية.

## روابط خارجية
- الموقع الرسمي